# Vilarandelo
Vilarandelo é uma vila portuguesa, sede da Freguesia de Vilarandelo, do Município de Valpaços, freguesia com 20,36 km² de área e 961 habitantes (censo de 2021) tendo, assim, uma densidade populacional de 47,2 hab./km². 
A povoação de Vilarandelo foi elevada à categoria de vila em 12 de julho de 2001.

## Demografia
A população registada nos censos foi:
| Distribuição da População por Grupos Etários | Distribuição da População por Grupos Etários | Distribuição da População por Grupos Etários | Distribuição da População por Grupos Etários | Distribuição da População por Grupos Etários |
| -------------------------------------------- | -------------------------------------------- | -------------------------------------------- | -------------------------------------------- | -------------------------------------------- |
| Ano                                          | 0-14 Anos                                    | 15-24 Anos                                   | 25-64 Anos                                   | > 65 Anos                                    |
| 2001                                         | 121                                          | 155                                          | 548                                          | 299                                          |
| 2011                                         | 101                                          | 85                                           | 454                                          | 344                                          |
| 2021                                         | 83                                           | 90                                           | 409                                          | 379                                          |

## Cultura

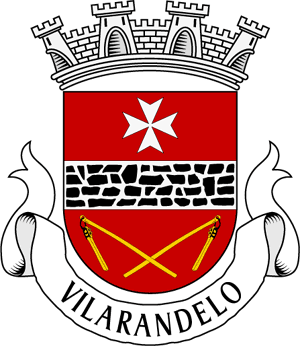
Brasão de Vilarandelo

- Rancho Folclórico de Vilarandelo, foi fundado em 1966 e representa o folclore da Terra Fria do Nordeste Transmontano. Tem o suporte técnico da Divisão de Etnografia e Folclore do INATEL e desde 1986 tem o apoio da Federação do Folclore Português. Está integrado na Casa do Povo de Vilarandelo.
- Banda Musical da Casa do Povo de Vilarandelo, fundada no século XIX, desconhecendo-se o ano. Existe uma fotografia datada de 1830.
- Grupo Coral Alcininha, foi fundado em 1980, pelo padre Francisco Ribeirinha. Participou em muitos em encontros de coros, dos quais se destacam os encontros de Cantadores de Janeiras.
- Grupo TT: "Usprigozus"
- Clube Automóvel de Vilarandelo
- Clube de Caça e Pesca
- Comissão do Carnaval "Os Malteses"

## História
Airosa vila, estende-se pelos visos claros de um planalto, com o casario agrupado em bairros e separado em sentido longitudinal pela Estrada Nacional 213.
O povoamento do território desta freguesia deve ser muito anterior ao século XII, embora a falta de documentação e a insignificância da toponímia não permitam fundamentar devidamente o asserto. No entanto, a arqueologia dá-lhe verosimilhança.
De facto, além de existir perto um castro, passava aqui uma das mais notáveis vias militares romanas, que se dirigia de Aquae Flaviae para o Douro. Como nos referencia o autor da Monografia de Valpaços – A. Veloso Martins – enquanto as fortificações castrejas indicam a existência de população mais ou menos fixa em épocas pré-romanas, a via militar, só por si, facilitaria a crença de que as imediações dela deviam ser naturalmente habitadas.
Tudo indica tratar-se duma povoação, tipo Citânia, com o seu castro fortificado, já em ruínas. Como são de Muralhas, talvez daí advenha a designação dada pela população de “Muradelha”. Situa-se a cerca de 1500 metros para oeste da população e dos vestígios da estrada ainda hoje se vê um marco miliar inteiro (marco miliário) e fragmentos de outros. Este marco conserva-se em bom estado e é dedicado ao Imperador Macrino (217-218).
No que tange a toponímia, a origem da povoação deve provir de um conjunto de pequenos “Villares”, hipótese que parece adequada não só em termos linguísticos, mas também atendendo à configuração da povoação de Vilarandelo, que se divide em cinco bairros, todos em volta da igreja matriz, a saber: Bairro do Outeiro, da Cruz, de Baixo, da Rua e da Lavandeira. Precisamente cada grupo de casas ou bairro devia ter sido um pequeno ”villar” (fracção de vila) de origem e ao conjunto chamar-se-ia, pois, Vilarando (por serem pequenos, “Vilarandelo”), derivando daí, presumivelmente, o nome desta Vila.
Da história da povoação nada se sabe. Nem sequer, devido à sua localização geográfica, é possível dizer rigorosamente se se incluía na «terra» de Montenegro, se na de Monforte. No entanto, como depois do século XIII aparece no termo de Chaves, parece ganhar alguma força a afirmação de que estava incluída na «terra» de Montenegro, devendo o lugar ser foreiro à Coroa.
A situação paroquial inicial também é obscura e, apesar de lhe estar assaz vizinha a velhíssima sede paroquial de Santa Valha, não é certo que Vilarandelo se incluísse nesta paróquia, pois a paróquia de Vilarandelo ainda não aparece no arrolamento paroquial de 1320-1321.
O padroado de Vilarandelo também é ignorado antes do século XVIII. “Em 1706 aparece como vigairaria da Ordem de Malta e da comenda maltesa de São João da Corveira, pertencendo ao termo e comarca de Chaves, ouvidoria e comarca de Bragança, contando 152 fogos”. Em 1768 era ainda da mesma representação. Os direitos da comenda devem repousar em aquisições medievais da Ordem do Hospital. Apesar de relativamente tardia a erecção paroquial, a Igreja de São Vicente já devia existir previamente. Efetivamente, a Igreja é bastante antiga existindo, para além dela, mais três templos: capelas de Santo António, do Espírito Santo e de São Sebastião.
A título de curiosidade, acresce referir ainda que esta freguesia foi pilhada e saqueada na noite de 15 de Novembro de 1846, pelas tropas do barão do Casal, no seguimento do célebre combate de Valpaços, por alturas das guerras da Patuleia.